# Гуллит, Максим
Максим Гуллит (нидерл. Maxim Gullit; род. 20 мая 2001, Занстад, Северная Голландия) — нидерландский футболист, защитник.
Сын футболиста и тренера Рууда Гуллита. 

## Клубная карьера
Гуллит — воспитанник клубов АФК и АЗ. 22 апреля 2019 года в поединке против «Твенте» Максим дебютировал в Эрстедивизи за дублирующий состав последних. 29 октября 2020 года в матче Лиги Европы против хорватской «Риеки» он дебютировал за основной состав. Летом 2021 года Гуллит перешёл в «Камбюр». В матче против «Гоу Эхед Иглз» он дебютировал в Эредивизи. 